# Bezirk Mechelen
Der Bezirk Mechelen ist einer von drei Bezirken (Arrondissements) in der belgischen Provinz Antwerpen. Er umfasst eine Fläche von 510,22 km² mit 359.299 Einwohnern (Stand: 1. Januar 2024) in zwölf Gemeinden.

## Gemeinden im Bezirk Mechelen
| Gemeinde             | Einwohner 1. Januar 2024 | Fläche km² | Dichte Einw./km² | NIS- Code | Postleitzahl         |
| -------------------- | ------------------------ | ---------- | ---------------- | --------- | -------------------- |
| Berlaar              | 12.061                   | 24,57      | 491              | 12002     | 2590                 |
| Bonheiden            | 15.454                   | 29,27      | 528              | 12005     | 2820                 |
| Bornem               | 22.076                   | 45,76      | 482              | 12007     | 2880                 |
| Duffel               | 18.062                   | 22,71      | 795              | 12009     | 2570                 |
| Heist-op-den-Berg    | 44.505                   | 86,46      | 515              | 12014     | 2220–2223            |
| Lier                 | 38.210                   | 49,70      | 769              | 12021     | 2500                 |
| Mechelen             | 89.313                   | 65,19      | 1.370            | 12025     | 2800–2801, 2811–2812 |
| Nijlen               | 23.707                   | 39,09      | 606              | 12026     | 2560                 |
| Putte                | 18.914                   | 34,96      | 541              | 12029     | 2580                 |
| Puurs-Sint-Amands    | 26.957                   | 48,99      | 550              | 12041     | 2870, 2890           |
| Sint-Katelijne-Waver | 21.792                   | 36,12      | 603              | 12035     | 2860–2861            |
| Willebroek           | 28.248                   | 27,41      | 1.031            | 12040     | 2830                 |
| Bezirk Mechelen      | 359.299                  | 510,23     | 704              | 12000     | –                    |

## Geschichte
Das Gebiet des Bezirks Mechelen gehörte bis zum Ende des 18. Jahrhunderts zur Herrschaft Mechelen, die Teil der Österreichischen Niederlande war. Im Jahr 1790 entstanden hieraus vorübergehend die Vereinigten Belgischen Staaten. Im Ersten Koalitionskrieg wurde das Gebiet 1794 besetzt und aufgrund eines vom französischen Nationalkonvent am 1. Oktober 1795 getroffenen Beschlusses mit der Französischen Republik vereinigt. Die Verwaltung und das Gerichtswesen wurde an das noch neue französische System angepasst und Départements, Arrondissements und Kantone mit den zugehörenden Gemeinden eingerichtet. Das Arrondissement Mechelen (französisch Arrondissement de Malines) gehörte von 1795 bis 1814 zum  Département des Deux-Nèthes und gliederte sich in die Kantone bzw. Friedensgerichtsbezirke Duffel, Heist-op-den-Berg (HeystopdenBerg), Lier (Lierra), Mechelen (Malines; 2 Kantone) und Puurs (Puers).